# Just tah Let U Know
Just Tah Let U Know  é uma canção de Eazy-E, lançada pela Ruthless Records e Epic Records . Foi uma das últimas faixas gravadas por Eazy-E antes de sua morte. Foi lançado postumamente como o único single do álbum Str8 off tha Streetz de Muthaphukkin Compton e como single em 5 de dezembro de 1995.  Foi o último single de Eazy-E a entrar nas paradas e alcançou a posição 45 na Billboard Hot 100, a posição 30 na Hot R&B/Hip-Hop Singles & Tracks e a posição quatro na Hot Rap Singles .